# 安比特爾島
4°5′S 153°39′E / 4.083°S 153.650°E
安比特爾島是巴布亞新畿內亞的火山島，位於新愛爾蘭島以東的太平洋海域，屬於費尼群島的一部分，長15公里、寬10公里，面積87平方公里，最高點海拔高度450米，最近一次火山噴發在公元前350年發生。